# Marché monétaire
Ne doit pas être confondu avec Marché financier ou Marché des changes.
Le marché monétaire désigne le marché informel où les institutions financières et les grandes entreprises (marché des billets de trésorerie) placent leurs avoirs ou empruntent à court terme (moins d'un ou deux ans). Les institutions financières recouvrent un grand nombre d'acteurs parmi lesquels les Trésors nationaux, les banques centrales, les banques commerciales, les gestionnaires de fonds, les assureurs, etc.
Avec l'adoption des changes flottants, la monnaie est devenue une commodité comme les autres, un bien qui s’achète et se vend. Le marché monétaire est un élément essentiel au fonctionnement des marchés de capitaux.

## Mécanismes
Lorsqu’une banque prête de l'épargne préexistante ou crée de la nouvelle monnaie scripturale à la suite d'un crédit accordé, elle crédite le compte à vue de son client qui va dépenser cette monnaie, c'est-à-dire la virer aux comptes à vue de ses fournisseurs et salariés, une fraction seulement des comptes des bénéficiaires étant tenus par cette banque. À l'inverse, la banque peut recevoir, dans les comptes de dépôts de ses clients, les montants correspondant aux achats effectués par les clients d’autres banques.
Les banques doivent faire face aux fuites correspondantes aux besoins de monnaie banque centrale : réserves obligatoires (1 % dans la zone euro depuis le 18 janvier 2012, le taux était précédemment de 2 %) et demande de monnaie fiduciaire ou monnaie centrale (estimé en moyenne à 15 % des dépôts à vue, mais variable suivant les périodes et les lieux). Si chaque banque accorde des crédits en fonction de ses parts de marché de dépôts, les fuites se compensent et le marché bancaire est équilibré. Mais si ce n'est pas le cas, pour ajuster leur trésorerie en monnaie banque centrale, les banques vont se tourner vers le marché monétaire (Euribor, par exemple) qui leur permettra de placer, auprès des autres banques et établissements financiers, leurs excédents ou d’obtenir d'eux le financement de leurs besoins de monnaie centrale, après compensation journalière des mouvements entre banques.
Les interventions de la banque centrale sur ce marché correspondent au « refinancement ».
Les opérations de la banque centrale sur les taux d'escompte et les opérations d'open market, conjointement avec les règles de mises en pension de certains actifs monétaires, sont censées réguler ce marché. Du fait d’une abondance excessive de liquidité des établissements financiers, les taux du marché peuvent devenir inférieurs aux taux de refinancement de la banque centrale. En cas de tension sur le marché monétaire, une mise à disposition de liquidité (refinancement) par la banque centrale est de nature à réguler la situation.
Lorsque (comme ce fut le cas en 2008) aucune banque ne fait plus confiance aux autres, il advient un blocage des prêts inter bancaires ou un taux de prêt trop élevé. Cette situation bloque le marché monétaire et impose des refinancements massifs par les banques centrales pour permettre aux banques commerciales d'assurer leurs besoins de monnaie centrale.

## Produits traités

### Produits au comptant
Parmi les instruments au comptant, qui sont donc les instruments directs de refinancement ou de placement de numéraire, on trouve :
- les prêts interbancaires « en blanc », c'est-à-dire non gagés (voir Euribor, Libor), qui sont à la fois l'opération la plus risquée, la plus encadrée et, pourtant, la plus fréquente du marché monétaire ;
- les prêts interbancaires gagés, ou pensions, sur des actifs identifiés mais non livrés à la contrepartie ;
- la pension livrée ou repo, diminutif de « repurchase agreement », c'est-à-dire l'emprunt de numéraire gagé par la vente au comptant simultanée, avec livraison, d'actifs financiers négociables (obligations, bons du Trésor, certificats de dépôt, etc.) qui se dénoue, à l'échéance du prêt de numéraire, par le rachat des mêmes actifs ;
- les titres de créance négociables à court terme, produits de facto à savoir principalement les bons du Trésor émis par les Trésors nationaux (ceux du Trésor français sont les BTF et les BTAN courts), les certificats de dépôt émis par les banques et les billets de trésorerie émis par les entreprises ;
- des valeurs mobilières, théoriquement accessibles aux particuliers, principalement des emprunts d'État (pour la France, voir : OAT) courts mais aussi des obligations courtes émises par les collectivités locales ou les entreprises ;
- les dépôts en devises ;
- etc.

### Produits dérivés
Les produits dérivés traités sont non moins nombreux et divers. Plus liquides généralement que les instruments au comptant équivalents, ils permettent aux intervenants d'ajuster leurs risques de taux d'intérêt sans avoir à sortir des actifs de leur bilan ou sans augmenter leurs risques de contrepartie. Les premiers d'entre eux, historiquement, et qu'on trouve même sur les marchés monétaires des pays émergents, sont incontestablement :
- le change à terme, ce qui correspond à un prêt virtuel dans une devise et à un emprunt virtuel dans une autre devise ;
- et les FRA, acronyme de Forward Rate Agreement, contrat de gré à gré permettant de fixer un taux interbancaire dans le futur, par exemple un taux à 3 mois dans deux mois.

Ensuite, sur les marchés monétaires les plus importants, on a :
- les swaps de taux d'intérêt, c'est-à-dire des contrats d'échange de taux d'intérêt, généralement d'un taux fixe contre un taux variable, basés :
  - soit sur des taux au jour-le-jour - pour la zone euro, l'€STR - constatés et publiés par une banque centrale ou un organisme professionnel; le nom anglais de ces swaps est OIS, pour Overnight Indexed Swaps ;
  - soit sur les taux des prêts interbancaires en blanc, les IBOR (Interbank Offered Rates), également constatés et publiés par une banque centrale ou un organisme professionnel (voir Euribor, Libor) ;
- les contrats à terme et options sur contrats à terme sur des marchés organisés comme le LIFFE ou Eurex ;
- les options sur swaps de gré à gré ou swaptions ;
- etc.

## Marché monétaire de la zone euro et marché monétaire américain
D'un volume à peu près équivalent, le marché monétaire de la zone euro et celui des États-Unis sont, de loin, les plus actifs et les plus importants du monde. Sur certains instruments, comme le repo, ils représentent à eux deux jusqu'à 90 % des transactions mondiales.
Il existe, sur chacun de ces deux marchés, en gros deux marchés directeurs des taux à court terme :
- à très court terme, celui des prêts en blanc au jour-le-jour :
  - qui sont appelés Fed Funds aux États-Unis;
  - et dont le taux moyen, dans la zone euro, est l'Eonia;
- à plus long terme, celui des contrats futures sur IBOR :
  - pour la zone euro, sur Euribor 3 mois du LIFFE;
  - pour les États-Unis, sur le Libor 3 mois du CBOT de Chicago, dont la cotation est relayée par le LIFFE de Londres en heure européenne et le Simex de Singapour en heure asiatique.

## Conventions de calcul des taux
Les instruments à plus d'un an sont souvent négociés en taux actuariel avec un décompte de jours exact (actuel/actuel).
En revanche, en Europe Continentale et aux États-Unis, les marchés monétaires utilisent généralement pour les instruments de moins d'un an :
- un décompte de jours calendaires exact ;
- une année de 360 jours.

Des conventions très précises concernent les jours considérés comme ouvrés, et comment les accidents du calendrier affectent, instrument par instrument, les durées standard (par exemple : une semaine, ou un mois) qu'on négocie sur le marché monétaire.

## Opérations de la banque centrale
Une banque centrale utilise le marché monétaire pour :
- gérer au quotidien la liquidité (pomper les excédents ou satisfaire les besoins) du système bancaire, et par osmose, de l'économie en général (pour combattre l'inflation ou la déflation par exemple et, en cas de crise financière, fournir suffisamment de liquidités pour éviter un arrêt du système financier, voire des faillites en chaîne - ce qui a été fait notamment le 11 septembre 2001) ;
- piloter les taux d'intérêt à court terme (voir taux directeur), dans cette même optique d'intervention sur la conjoncture économique ;
- placer les réserves de change des banques centrales étrangères. À la fin des années 1990, celles-ci sont devenues colossales, principalement en Asie, et une partie importante de l'activité des banques centrales américaine et européennes sur les marchés est effectuée pour le compte de banques centrales asiatiques.

Ces opérations de la banque centrale au sein du marché monétaire sont qualifiées d'open market. La banque centrale n'est pas obligée d'intervenir directement sur le marché monétaire. Son contrôle de ce marché peut être indirect comme c'était le cas pour la France avant qu'elle n'adopte la monnaie unique européenne (l'euro). La banque centrale peut pousser les détenteurs des titres de reconnaissance de dettes (lettres de change et/ou billets à ordre) à chercher à les revendre dans le marché monétaire en fixant le taux de réescompte (de revente de ces documents par les banques auprès de la banque centrale) à un niveau plus élevé que celui du marché monétaire. Cette stratégie est utilisée par les autorités monétaires en cas de hausse générale des prix. En effet, adopter un taux de réescompte plus bas que celui du marché monétaire génère plus de monnaie centrale, plus de demande et donc plus de hausse des prix, alors que cette dernière est déjà jugée non convenable à une bonne santé économique. La banque centrale peut utiliser un autre moyen destiné à pousser les banques à intervenir dans le marché monétaire est de réduire leur stock en monnaie fiduciaire. Pour parvenir à cette fin, elle augmente les taux de réserves obligatoires↵Par ailleurs, les banques de la zone euro doivent constituer (et placer) des réserves obligatoires auprès de la BCE.
Pour sécuriser le règlement des prêts/emprunts interbancaires en euro, le système européen de banques centrales a mis en place le système TARGET.